# رافل ساستر
رافل ساستر (انگلیسی: Rafel Sastre؛ زادهٔ ۲۲ اکتبر ۱۹۷۵) بازیکن فوتبال اهل اسپانیا است.
از باشگاه‌هایی که در آن بازی کرده‌است می‌توان به باشگاه فوتبال کادیس، باشگاه فوتبال اسپورتینگ خیخون، باشگاه فوتبال اوئسکا، و باشگاه ورزشی رئال مایورکا اشاره کرد.